# O Segredo dos Templários
O Segredo dos Templários – O Destino de Cristo (no título original em inglês: The Templar Revelation: Secret Guardians of the True Identity of Christ) é um livro escrito por Lynn Picknett e Clive Prince e publicado em 1997 pela editora Transworld Publishers Ltd na Grã-Bretanha, Austrália e Nova Zelândia.

## Conteúdo
O livro propõe uma hipótese marginal sobre a relação entre Jesus, João Batista e Maria Madalena, e afirma que sua verdadeira história tem sido suprimida pela Igreja Católica Romana através, entre outras táticas, da seleção consciente dos textos canônicos que compõem o Novo Testamento, suas campanhas contra a heresia, e sua propaganda contra os não-cristãos.
Ao pesquisar a vida e obra de Leonardo da Vinci, incluindo "seu papel na falsificação do Sudário de Turim", que os autores documentam em seu livro "Turin Shroud— In Whose Image? ", descobrem uma série de sinais de pensamento cristão heterodoxo nas imagens usadas para retratar alguns dos personagens centrais no Novo Testamento, especialmente João Batista. Algumas pinturas examinadas incluem as duas versões de Virgem das Rochas e A Última Ceia.
Na última pintura, propõem que a pessoa sentada a partir do ponto de vista de um espectador, à esquerda de Jesus é Maria Madalena ao invés do apóstolo João, como a maioria dos historiadores de arte identificam essa pessoa. Além disso, eles apontam que os ângulos de seu corpo formam a letra M, uma referência para a Madalena, e que ela e Jesus estão vestidos com roupas semelhantes, mas opostas de cor, uma imagem negativa do outro. Eles também mencionam uma série de outros sinais: uma faca misteriosa aponta para um dos personagens, que seria o próprio Leonardo da Vinci com o rosto apontando para longe Jesus, e que Jesus está confrontado por uma mão à sua direita aconselhando a fazer "o gesto de João", um dedo indicador apontando para cima.
Na tentativa de compreender o significado dessas imagens incomuns conduziu-se uma pesquisa sobre o que eles chamam de um "fio de heresia" que remonta mais de 2000 anos. Eles encontram evidência para esta tradição ocultista em assuntos tão variados como os Cavaleiros Templários, os cátaros, o gnosticismo, o Santo Graal e as lendas relacionadas com o sul da França, e em particular a cidade de Rennes-le-Château. Eles suportam suas descobertas, citando estudos históricos e bíblicos de pessoas, como Morton Smith, Hugh J. Schonfield, G.R.S. Mead, Frances A. Yates, e Geza Vermes.
Entre as suas conclusões são as seguintes:
- Jesus era um discípulo de João Batista, e que os ensinamentos religiosos de João estavam, essencialmente, na religião de mistério egípcia de Isis-Osíris-Horus.
- Jesus foi iniciado dentro do círculo interno de João Batista, mas não foi selecionado para sucedê-lo. Pelo contrário, foi Simão Mago, que foi escolhido como sucessor de João Batista.
- Maria Madalena foi ritualizada, teve uma a relação sexual "sagrada" com Jesus, de acordo com suas crenças religiosas, e como seu iniciador nos mistérios sagrados tinha uma relação igual a Jesus.
- Política e religião eram sinônimos no antigo Israel, e Jesus era um concorrente político astuto e agressivo contra João.
- O grupo de Jesus pode ter sido responsável pela morte de João Batista.
- Os discípulos de Jesus não foram iniciados nos mistérios internos de seus ensinamentos.
- O termo Cristo tinha um significado diferente para os participantes do drama bíblico do que hoje em dia. Àqueles no círculo de João Batista teriam referido a todos os que foram batizados e iniciados no seu sistema arcano de crenças.
- Inúmeras imagens e histórias do Novo Testamento canônico estão em adaptações realidade daqueles encontrados em outras tradições religiosas, e não são únicos.
- Jesus é um em uma linha de nascimento, morte e ressurreição de deuses, que compartilham muitas características semelhantes.

Os autores apresentam, mas não afirmam, que talvez Leonardo da Vinci estava enviando mensagens veladas através de sua arte, o que poderia ser entendido somente por outros que estavam abertos para o seu significado. E, enquanto à superfície destas pinturas parecem ser simples representações bíblicas, representam de fato a sua crença na superioridade de João Batista sobre Jesus.

## Perspectiva e críticas
Sete anos após este livro ser publicado, algumas das ideias apresentadas neste e em outros livros similares, tornaram-se centrais para o best-seller O Código Da Vinci de Dan Brown. Pode parecer que The Templar Revelation até mesmo forneceu o título de seu romance: um capítulo é chamado de "O Código Secreto de Leonardo Da Vinci". A dependência de Brown em The Templar Revelation também é confirmado pelo fato de que certas importações em erros factuais deste livro (ver: Igreja de São Sulpício, Paris, por exemplo).:
O livro Picknett e Prince foi inspirado em O Santo Graal e a Linhagem Sagrada de Michael Baigent, Henry Lincoln e Richard Leigh (1982). Picknett e Prince provavelmente assumiram seu valor nominal e aceitaram totalmente suas alegações de que o Priorado de Sião era uma sociedade secreta medieval real, enquanto há evidências substanciais de que o Priorado de Sião é um embuste do século XX..